# Варнава (Тирис)
Митрополи́т Варна́ва (греч. Βαρνάβας, в миру Ма́ркос Ти́рис, греч. Μάρκος Τύρης; род. 1958, Диавата) — епископ Элладской православной церкви и формально Константинопольской православной церкви, митрополит Неапольский и Ставропольский (с 2004).

## Биография
Родился в 1958 году в Салониках в районе Диавата в семье выходцев из Малой Азии. Среднее образование получил там же, затем окончил церковную школу в городе Ламия. Успешно окончил педагогическую академию в городе Ламии, в дальнейшем — богословский факультет в Университете Аристотеля в городе Салоники. По окончании учёбы работал на знаменитой кондитерской фабрике «Пападопулос», пройдя путь от рабочего до административного работника.
В 1984 году был пострижен в монашество с именем Варнава и рукоположён в сан диакона митрополитом Неапольским и Ставропольским Дионисием (Ладопулосом). В том же году был рукоположён во священника и возведён в достоинство архимандрита. Занимал должность генерального архиерейского эпитропа (Γενικός Αρχιερατικός Επίτροπος) и протосинкелла данной митрополии. Позднее награждён титулом «архимандрита Вселенского престола».
С 1989 по 2004 год являлся руководителем отдела финансово-экономической службы Элладской православной церкви в Салониках.
23 июня 1992 года стал игуменом монастыря во имя иконы Божией Матери «Скоропослушница» в Неа-Магнисии
6 октября 2004 года решением Священного синода Элладской православной церкви был избран митрополитом Неапольским и Ставропольским.
10 октября того же года в кафедральном Благовещенском соборе города Афин был хиротонисан во епископа Неапольского и Ставропольского с возведением в сан митрополита.
7 ноября 2004 года в кафедральном соборе Иоанна Предтечи в Неаполисе состоялась его интронизация.

## Награды
- Орден Святого царя Константина (2015, Сербская православная церковь)[5]